# 坎波-迪特伦斯
坎波-迪特伦斯（義大利語：Campo di Trens），是意大利博尔扎诺-上阿迪杰自治省的一个市镇。总面积95平方公里，人口2677人，人口密度28.2人/平方公里（2009年）。ISTAT代码为021016。